# チャリーズ杯
チャリーズ杯（チャリーズはい）とは、かつて行われていた競輪の競走。

## 概要
2011年に発生した東日本大震災を契機に、被災地である福島県を拠点に競輪選手の活動を行っている伏見俊昭が代表となり、競輪選手のみならず、広くスポーツ選手に賛同を募り、被災地活動を支援していくという趣旨のもと、チャリティと、自転車の俗称である「チャリ」を掛けた『チャリーズ』を結成。定期的に、震災復興に関するイベント、被災地の学校訪問等、関連する団体への支援、自転車に関連するイベントの支援、自転車競技への支援、運転マナー啓蒙活動、市民ロードレース開催時の支援等、競輪の特別レース実施を行うこととし、その一環として行われることになったのがチャリーズ杯である。
2013年3月9日、いわき平の記念競輪に斡旋を受けた選手とは別枠に出場選手が決定され、1日限りの単発式レースが行われた。以後、同様の趣旨のもと、下記の通り開催が行われていたが、2013年12月に運営母体のSS11のメンバーなどが中心となって、日本競輪選手会から脱会し、SS11を母体とする新選手会を発足、その後撤回される騒動を起こしたことによりSS11は解散したと思われるため、2014年1月を最後に行われていない。
一方、その後、当レース同様の単発式競走が、2016年7月から2017年6月まで、「熊本地震災害復興支援レース」（9車立て）として行われ、2017年8月からは、7車立てのS級ブロックセブンが行われており、実質的に当レースを継承する形となっている。

## 歴代勝利選手
| 年   | 開催場     | 月日          | 選手名   |
| ---- | ---------- | ------------- | -------- |
| 2013 | いわき平   | 3月9日（土）  | 佐藤友和 |
| 2013 | 京都向日町 | 9月22日（日） | 池田勇人 |
| 2013 | 取手       | 11月9日（土） | 井上昌己 |
| 2014 | いわき平   | 1月25日（土） | 武田豊樹 |